# Biblioteca Nacional Alemana de Medicina
La Biblioteca Nacional Alemana de Medicina (en alemán: Deutsche Zentralbibliothek für Medizin), abreviada ZB MED, es la biblioteca nacional de la República Federal de Alemania para medicina, ciencias de la salud, nutrición, agricultura y medio ambiente.Tiene dos ubicaciones: Colonia y Bonn. La biblioteca está financiada conjuntamente por el Ministerio Federal de Salud y los 16 estados de Alemania. Funciona bajo los auspicios del estado alemán de Renania del Norte-Westfalia. La biblioteca médica se formó inicialmente en 1973 mediante la fusión de varias instituciones mucho más antiguas. Entre 2001 y 2003 se amplió aún más para incluir las ciencias nutricionales, ambientales y agrícolas. Como resultado, es la biblioteca especializada más grande del mundo en sus cinco materias. 

## Historia
Las raíces de la ZB MED se remontan a dos instituciones predecesoras importantes para el patrimonio de Renania, una fundada en 1847 en Bonn y otra en 1908 en Colonia.

### Colonia
La Academia de Medicina Práctica (en alemán: Akademie für praktische Medizin) estableció una biblioteca hospitalaria en 1908 y se convirtió en un departamento de la Biblioteca de la Universidad y la Ciudad de Colonia (en alemán: Universitäts- und Stadtbibliothek Köln) en 1920. La biblioteca sobrevivió a la Segunda Guerra Mundial intacta y en 1949 la Fundación de Investigación Alemana (DFG) le otorgó la responsabilidad nacional de recopilar literatura médica en Alemania Occidental. También comenzó a recopilar publicaciones en inglés a través del apoyo financiero de la DFG. En 1963, la biblioteca tenía 250 000 libros y estaba suscrita a 1100 títulos de revistas. En 1964, el Consejo de Ciencias Alemán recomendó que se formara una Biblioteca Nacional de Medicina independiente a partir del departamento médico de la Biblioteca de la Universidad y la Ciudad. Establecido formalmente en 1973, se le dio el mandato de adquirir material relevante en todos los temas e idiomas médicos. En 1994 se cambió el nombre de la biblioteca a “Deutsche Zentralbibliothek für Medizin” y en 1999 se trasladó a un nuevo edificio en el campus del Hospital de la Universidad de Colonia.

### Bonn
En 1847 se fundó la Real Academia Agrícola (en alemán: Königlich Landwirthschaftliche Akademie) en Bonn- Poppelsdorf y se convirtió en una universidad que otorga títulos completos en 1919. En 1934, la Universidad Agrícola se incorporó a la Universidad de Bonn y la biblioteca se convirtió en un departamento de la biblioteca principal de la universidad. En 1950 era la biblioteca agrícola más grande de Alemania Occidental.  En 1962, la biblioteca pasó a llamarse Biblioteca Nacional de Ciencias Agrícolas (en alemán: Zentralbibliothek der Landbauwissenschaft) y la Fundación Alemana de Investigación le otorgó la responsabilidad nacional de la agricultura. Se convirtió en el centro alemán de la Red de Bibliotecas Agrícolas (AGLINET) en 1971 y se trasladó a un nuevo edificio en 1983. En 1987, el edificio sufrió un incendio provocado que requirió una extensa remodelación, aunque ninguno de sus 300 000 elementos se perdió.

### Una institución
En 1999, el Consejo Científico Alemán recomendó que la biblioteca agrícola de la Universidad de Bonn se fusionara con la ZB MED. Las áreas temáticas de nutrición y medio ambiente se incorporaron en 2001, seguidas de agricultura en 2003. Desde entonces, ZB MED opera como ZB MED Medicina. Salud. en la sede de Colonia y ZB MED Nutrición. Medio ambiente. Agricultura. en la sede de Bonn.

### Colección
La colección de libros consta principalmente de volúmenes en alemán e inglés, mientras que las revistas se adquieren en todos los idiomas y de todos los países. La biblioteca tiene particular interés en la adquisición de "literatura gris", difícil de obtener y no disponible a través del comercio estándar de libros o revistas. A partir de 2011, mantiene:
- 1,5 millones de libros
- 9000 títulos de revistas (196 000 artículos entregados anualmente)
- 25 millones de documentos

La colección física de la biblioteca abarca más de 38 km de estanterías. Los usuarios son principalmente estudiantes, médicos, científicos y clientes de la industria, aunque la biblioteca está abierta al público en general. No hay ningún cargo por usar los edificios de la biblioteca o tomar prestados libros. La biblioteca también brinda acceso a sus colecciones a través de sus propios portales en línea para realizar búsquedas, leer el texto completo y solicitar copias impresas. El acceso a los artículos de revistas de texto completo también está disponible a través de la Biblioteca de Revistas Electrónicas (EZB). Desde diciembre de 2010, todos los datos del catálogo de ZB MED tienen licencia libre bajo CC0.

### Publicación en acceso abierto
ZB MED opera o participa en varias grandes iniciativas de acceso abierto. ElliNET es un servicio desarrollado y operado por ZB MED que ofrece a los autores la oportunidad de publicar textos científicos, artículos de revistas médicas, materiales de conferencias e informes de investigación de acuerdo con los principios de acceso abierto. Las obras se pueden publicar, archivar y acceder sin restricciones y sin cargo. ElliNET también sirve como repositorio institucional de la Facultad de Medicina de la Universidad de Colonia, así como de sus programas de grado y posgrado. German Medical Science (GMS), cofundada por ZB MED en 2003, es una plataforma de publicaciones revisadas por pares de acceso abierto donde los autores conservan los derechos de autor y difusión. 
ZB MED utiliza CKAN para ampliar aún más su filosofía de acceso abierto al registrar conjuntos de datos en artículos de revistas. En 2011 publicó conjuntos de datos sobre 650 000 artículos de unas 650 revistas en alemán. El 90 % de los datos no formaban parte del conjunto de datos de MedLine. Publicó más conjuntos de datos sobre más de 9000 artículos de 200 revistas de ciencias de la vida aplicadas.

### Portales de búsqueda
Como miembro de la Comunidad Científica Gottfried Wilhelm Leibniz, ZB MED se encarga de proporcionar instalaciones de infraestructura para la ciencia y la investigación financiadas por la Fundación Alemana de Investigación (DFG). Opera dos portales web que funcionan como bibliotecas virtuales especializadas: MEDPILOT (para la medicina) y GREENPILOT (para la nutrición, el medio ambiente y la agricultura). En 2009, GREENPILOT recibió un premio como “Punto de referencia en la tierra de las ideas” por parte del presidente de Alemania. 

## Asociaciones
ZB MED se asocia con una variedad de bibliotecas, instituciones y asociaciones nacionales e internacionales.

## Red de bibliotecas de Goportis
Trabaja directamente con la Biblioteca Nacional Alemana de Economía (ZBW) y la Biblioteca Nacional Alemana de Ciencia y Tecnología (TIB) en el desarrollo y operación de servicios de búsqueda en línea, acuerdos de licencia, esfuerzos de preservación de documentos y almacenamiento de datos.

## Asociaciones internacionales
También es el proveedor europeo oficial de artículos de texto completo a través de la base de datos bibliográfica PubMed gestionada por la Biblioteca Nacional de Medicina de Estados Unidos (NLM), la biblioteca médica más grande del mundo. También está asociado con el Instituto de Información Agrícola de la Academia China de Ciencias Agrícolas (AII / CAAS), incluido un acuerdo recíproco sobre asistencia mutua en caso de eventos catastróficos.

## Otras afiliaciones
ZB MED tiene más de 30 acuerdos de cooperación adicionales, que incluyen:
- Asociación de Sociedades Científicas Médicas de Alemania (AWMF)
- DataCite eV
- Organización de las Naciones Unidas para la Alimentación y la Agricultura (FAO)
- Instituto Alemán de Documentación e Información Médica (DIMDI)
- Asociación de Leibniz
- Departamento de Agricultura de EE. UU. (USDA)
- Organización Mundial de la Salud (OMS) [12]